# Snowboard en los Juegos Paralímpicos
El snowboard adaptado fue incluido en los Juegos Paralímpicos de Invierno desde la duodécima edición que se celebró en Pyeongchang (Corea del Sur) en 2018.

## Ediciones
| N.º | Año  | Sede        | País          |
| --- | ---- | ----------- | ------------- |
| I   | 2018 | Pyeongchang | Corea del Sur |
| II  | 2022 | Pekín       | China         |

## Medallero histórico
- Actualizado hasta Pekín 2022.[2]

| Núm. | País                          | Oro | Plata | Bronce | Total |
| ---- | ----------------------------- | --- | ----- | ------ | ----- |
| 1    | Estados Unidos (USA)          | 6   | 7     | 4      | 17    |
| 2    | República Popular China (CHN) | 3   | 3     | 4      | 10    |
| 3    | Países Bajos (NED)            | 2   | 3     | 1      | 6     |
| 4    | Finlandia (FIN)               | 2   | 1     | 1      | 4     |
| 4    | Francia (FRA)                 | 2   | 1     | 1      | 4     |
| 6    | Canadá (CAN)                  | 1   | 1     | 1      | 3     |
| 7    | Australia (AUS)               | 1   | 0     | 2      | 3     |
| 8    | Japón (JPN)                   | 1   | 0     | 1      | 2     |
| 9    | Austria (AUT)                 | 0   | 1     | 0      | 1     |
| 9    | Italia (ITA)                  | 0   | 1     | 0      | 1     |
| 11   | Croacia (CRO)                 | 0   | 0     | 1      | 1     |
| 11   | España (ESP)                  | 0   | 0     | 1      | 1     |
| 11   | Reino Unido (GBR)             | 0   | 0     | 1      | 1     |
|      | TOTAL                         | 18  | 18    | 18     | 54    |